# Бутан
Вижте пояснителната страница за други значения на Бутан.
Кралство Бутан (на дзонгкха: འབྲུག་ཡུལ་) е планинска страна в Южна Азия. Намира се между Народна република Китай и Индия.
Макар и една от най-слабо развитите страни в Източното полукълбо, Бутан е на 8-о място сред 20-те най-щастливи страни, изпреварвайки държави като САЩ, Люксембург, Япония. Заради спокойствието и девствеността на страната и природата ѝ, бива наричана и „Последният Шангри-Ла“.

## Наименование
„Бутан“ вероятно произлиза от санскритската дума бху-тхан, което означава „висока земя“. Според друга теория бхоц-ант на санскрит означава „краят на Тибет“ или „югът на Тибет“. Някои бутанци наричат страната си Друк Юл (на дзонгкха и на тибетски: „Страната на гърмящия дракон“), а жителите – друкпа.
В исторически план Бутан е известен с много имена, като Лхо-мон („Южната земя на мрака“), Лхо Ценденйонг („Южната земя на сандаловото дърво“), Лхомен Кхазхи („Южната страна на четирите пътеки“) и Лхо Мен Йонг („Южната страна на лековитите билки“).

## География
Въпреки че на географската ширина, на която е разположен Бутан (27° с.ш. 90° и.д), климатът на повечето места (включително в Южен Бутан) е тропичен, максималните температури, дори и през лятото, не надвишават 17 – 18 °C, поради високопланинското (в Хималаите) положение на страната. Климатът в Северен и Централен Бутан е планински, а зимите са свирепи и с минимални температури под −15 °C. Територия на страната е разделена от долините на притоците на река Брахмапутра.
Западната граница на Кралство Бутан съвпада с индийския щат Сиким (до 1975 г. независимо царство, който го отделя от Непал, на изток от Бутан се намира щатът Аруначал Прадеш, на юг – щатът Асам (който от много години е в гражданска война), на югозапад е границата на страната със Западен Бенгал, който отделя Бутан от Бангладеш.
Дължината на границата с Китай на север и северозапад е 470 km; дължината на границата с Индия е 605 km.
Разстоянието между източната и западната граница на Бутан е 300 km, между северната и южната граница – 170 km.
| Климатични данни за Тхимпху        | Климатични данни за Тхимпху | Климатични данни за Тхимпху | Климатични данни за Тхимпху | Климатични данни за Тхимпху | Климатични данни за Тхимпху | Климатични данни за Тхимпху | Климатични данни за Тхимпху | Климатични данни за Тхимпху | Климатични данни за Тхимпху | Климатични данни за Тхимпху | Климатични данни за Тхимпху | Климатични данни за Тхимпху | Климатични данни за Тхимпху |
| Месеци                             | яну.                        | фев.                        | март                        | апр.                        | май                         | юни                         | юли                         | авг.                        | сеп.                        | окт.                        | ное.                        | дек.                        | Годишно                     |
| Средни максимални температури (°C) | 1                           | 1                           | 4                           | 7                           | 10                          | 12                          | 12                          | 13                          | 11                          | 8                           | 5                           | 3                           |                             |
| Средни минимални температури (°C)  | −17                         | −15                         | −7                          | −5                          | −1                          | 3                           | 5                           | 4                           | 2                           | −5                          | −12                         | −16                         |                             |
| ---------------------------------- | --------------------------- | --------------------------- | --------------------------- | --------------------------- | --------------------------- | --------------------------- | --------------------------- | --------------------------- | --------------------------- | --------------------------- | --------------------------- | --------------------------- | --------------------------- |
|                                    |                             |                             |                             |                             |                             |                             |                             |                             |                             |                             |                             |                             |                             |

## История
Ранната история на страната е слабо проучена, тъй като голяма част от историческите хроники са унищожени при пожар в старинната столица Пунакха през 1827 година. Най-ранното записано събитие, отнасящо се до Бутан, е преминаването на Падмасамбхава през територията му, около 747 г.
За дълъг период от време на територията на днешен Бутан съществуват малки, воюващи помежду си феодални държавици, управлявани от различни будистки секти. През 17 век те са обединени под управлението на Шабдрунг Нгаванг Намгял, който разпорежда постройка на отбранителни крепости манастири („дзонги“) и въвежда общовалидни закони. 
По това време Бутан е предмет на агресия от страна на тибетците. Тогава пристигат и първите европейци, посетили тези земи – португалският йезуит Ещевао Каселя и неговият помощник. Те подаряват на Намгял пушки, барут и телескоп. Освен това му предлагат помощ срещу тибетските нашествия, но той отказва. След смъртта му през 1651 обединеният Бутан изпада в състояние на гражданска война, от това се възползват тибетците и на 2 пъти нападат страната – през 1710 и 1730, но не успяват да я завземат.
Началото на съвременната бутанска държава се поставя през 1907 г. – страната за пръв път избира свой крал, Угиен Вангчук. Той е одобрен с пълно мнозинство от будистки водачи, местни управници и няколко високопоставени рода, а през 1910 г. титлата му е призната и от Британската империя. През 2005 г. крал Джигме Синге Вангчук прави промени в Конституцията, а през 2008 г. абдикира в полза на сина си. От 2007 г. в страната се провеждат демократични парламентарни избори.

## Държавно устройство
Според член 1 от Kонституцията на Бутан върховната власт принадлежи на хората и формата на управление е „демократична конституционна монархия“. Конституцията е обявена за върховен закон, а функциите на конституционeн съд са възложени на Върховния съд. Обявено е разделение на изпълнителната, законодателната и съдебната власт. Държавният глава и върховен главнокомандващ е кралят на Бутан – крал Джигме Хесар Намгиал Вангчук (от 2008).
Законодателната власт е възложена на парламента на Бутан, който се състои от краля на Бутан, Националния съвет на Бутан и Националното събрание на Бутан. Изпълнителната власт в Бутан принадлежи на Министерския съвет, а съдебната власт в Бутан е възложена на Кралските съдилища, съставени от Върховния съд, Висшия съд, Дзонгхаг, Съдилищата Дунгхаг и Съдилищата и Трибуналите, които могат да бъдат временно установени от краля по препоръка на Националната съдебна комисия.

## Население
Според официални данни на бутанското правителство, населението на страната към 2003 възлиза на 752 700 души. Населението е младо – средната възраст е 24,3 години, като за мъжете тя е 25 години, а за жените – 23,7 години. Бутан има положителен естествен прираст, възлизащ на 1,2% годишно.

### Етноси и вероизповедания
Будисти 75%, индуисти 25%

## Икономика
Бутан се основава предимно на водноелектрическа енергия, селско и горско стопанство.
Селско стопанство – 45%
- Основни култури – ориз, чай, царевица.
- Дърводобив и преработване на дървен материал
- Животновъдство – предимно се отглежда едър рогат добитък и овце.
- От млечните продукти се произвеждат масло и кашкавал, получени от млякото на тибетския як или от краве мляко.

Индустрия – 10%
- Кожарство
- Металообработване
- Текстилна промишленост

Обслужване и туризъм – 45%
- Износ – 154 милиона щатски долара, предимно за САЩ, Бангладеш и Малайзия.
- Внос – 196 милиона щатски долара.

Страната е член на Южноазиатската асоциация за регионално сътрудничество (SAARC).
Местната валута се нарича нгултрум.

## Административно деление
Кралство Бутан е разделено на 20 окръга (dzongkhag), групирани в 4 административни зони (dzongdey), представени на картата.
Окръзите са:
1. Бумтанг
2. Чукха
3. Дагана
4. Гаса
5. Хаа
6. Лунтсе
7. Монгар
8. Паро
9. Помагачел
10. Пунака
11. Самдруп Джонгхар
12. Самце
13. Сампранг
14. Тхимпху (провинция)
15. Трасхиганг
16. Трасхиянсте
17. Тронгса
18. Циранг
19. Вангдуе Пходранг
20. Зхемганг

## Култура
Официален празник е 17 декември.
През 1960 година се изгражда първото шосе в Бутан. Макар и демократична, страната остава почти напълно изолирана от останалия свят до 1990-те години, когато започват реформите на крал Джигме Синге Вангчук. През 1999 година той премахва дългогодишна забрана върху телевизията (но предупреждава да не се злоупотребява с нея).
Единствената страна в света, напълно забранила тютюнопушенето и търговията с тютюн, е Бутан. Гимназиалното образование е напълно безплатно.
Националното ястие се нарича хемадаци. Представлява много люто блюдо с чили и кашкавал. Основни храни: високопланински червен ориз с орехов вкус; елда, царевица. Добавки: пилешко месо, месо от як, сушени говеждо и свинско, овча мас. Консумират се супи и яхнии от месо, ориз, папрат, леща и сушени зеленчуци, подправени с чили и кашкавал.